# جيسوس أوونو
جيسوس أوونو (مواليد 1 مارس 2001) هو لاعب كرة قدم من غينيا الاستوائية يلعب كحارس مرمى في نادي ديبورتيفو ألافيس.

## روابط خارجية
- جيسوس أوونو على موقع قاعدة بيانات كرة القدم.إي يو (الإنجليزية)
- جيسوس أوونو على موقع ناشيونال فوتبول تيمز (الإنجليزية)
- جيسوس أوونو على موقع Soccerbase.com (لاعب) (الإنجليزية)
- جيسوس أوونو على موقع Soccerway.com (الإنجليزية)
- جيسوس أوونو على موقع عالم كرة القدم.نت (الإنجليزية)
- جيسوس أوونو على موقع AS.com (الإسبانية)